# Châu Giang (sông Trung Quốc)

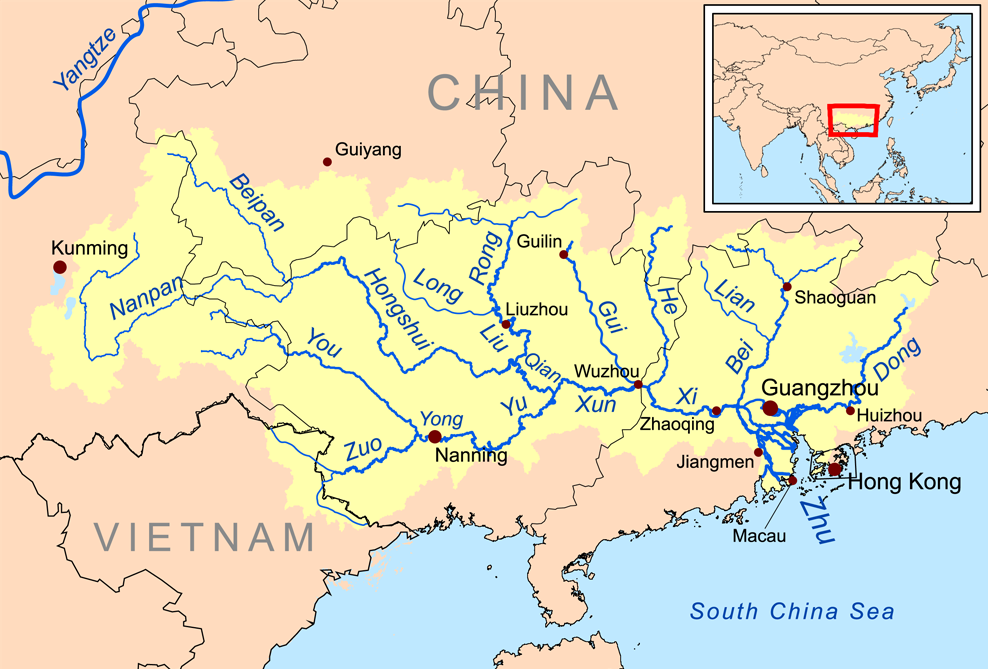
Hệ thống sông Châu Giang

Châu Giang (tiếng Trung: 珠江, bính âm: Zhū Jiāng) là con sông lớn thứ ba tại Trung Quốc với chiều dài 2.200 km, sau Trường Giang và Hoàng Hà, và là sông lớn thứ hai tính theo lưu lượng (sau Trường Giang). Nằm ở miền nam Trung Quốc, nó chảy vào biển Đông tại đoạn giữa Hồng Kông và Ma Cao. Khu vực hạ lưu của nó tạo thành vùng châu thổ Châu Giang.
Nó được đặt tên theo một hòn đảo cát và đá tại đoạn giữa của sông với tên gọi Hải Châu (海珠). Đảo này hiện nay nằm tại một bờ sông, do con sông đã thay đổi dòng chảy. Châu Giang còn có tên gọi là Việt Giang (粵江 - tức "sông Quảng Đông").
Nó được tạo thành từ hợp lưu của ba con sông là Tây Giang, Bắc Giang và Đông Giang. Con sông này chảy qua các tỉnh Quảng Đông, Quảng Tây, Vân Nam, Quý Châu, một phần các tỉnh Hồ Nam và Giang Tây, tạo thành lưu vực Châu Giang (珠江流域) có diện tích 409.480 km².
Đường dây cao thế 500 kV, vượt qua sông này trên ba cột điện cao thế (phía đông: 240 m, giữa: 253 m và tây: 80 m) tại khu vực gần cửa sông, trong đó cột 253 m là cao nhất trên thế giới, được xây dựng trên một hòn đảo nhân tạo ở giữa sông. Khoảng cách giữa hai cột cao 253 m và 240 m là 1.547 m. Với khoảng cách này, điểm thấp nhất của đường dây cách mặt sông 70 m. Khẩu độ của hai thanh giằng của hai cột này là 63,5 m (cột cao 240 m) và 54,5 m (cột cao 253 m). Chúng được xây dựng năm 1987.

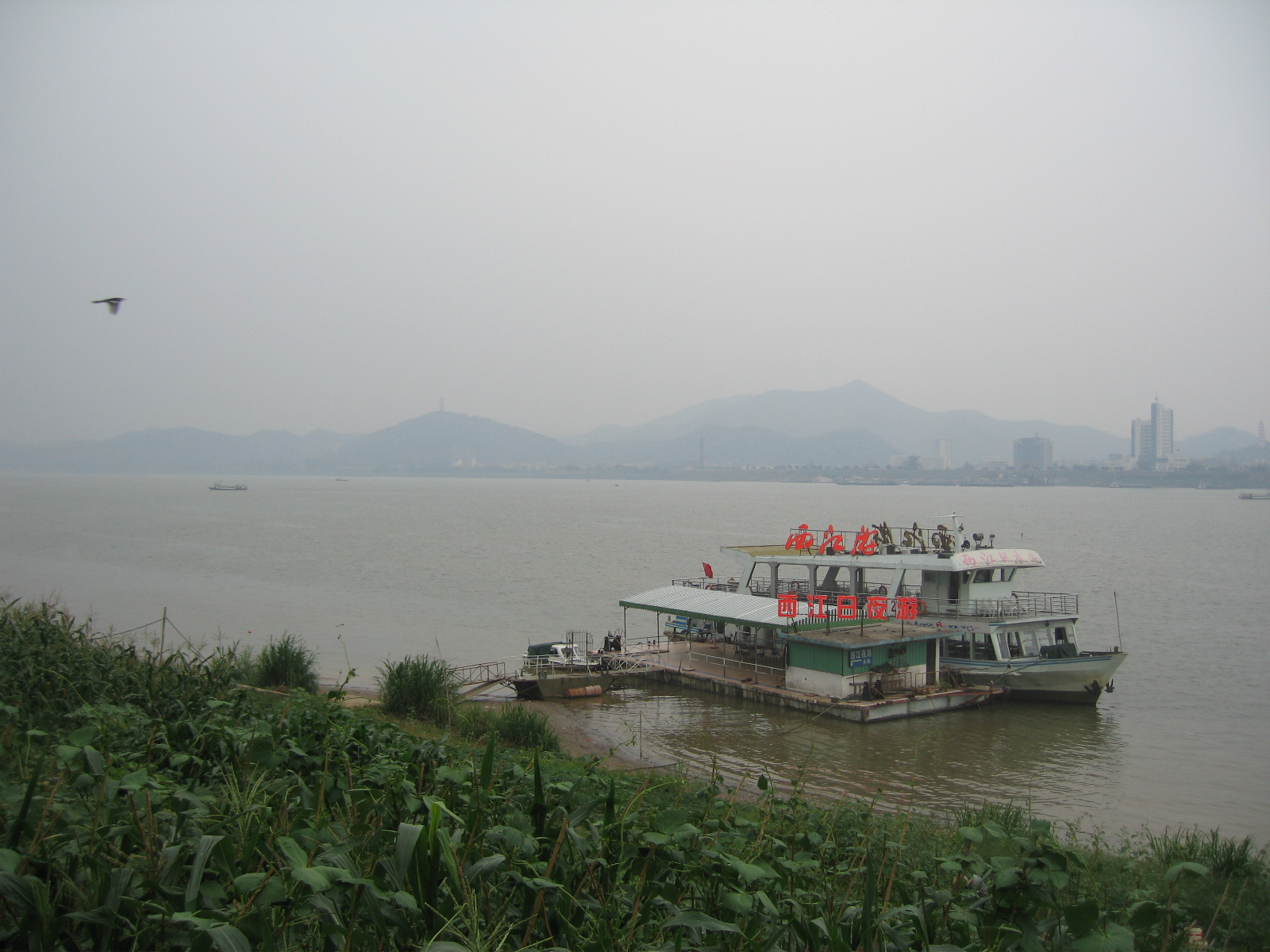
Tây Giang, nhìn từ Triệu Khánh sang Cao Yếu
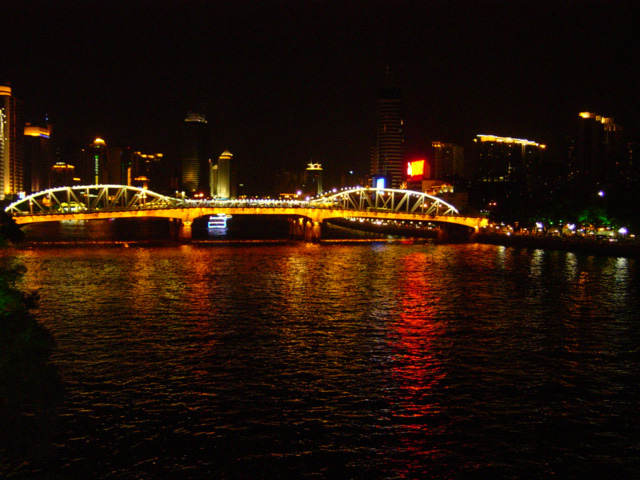
Châu Giang về đêm, Quảng Châu
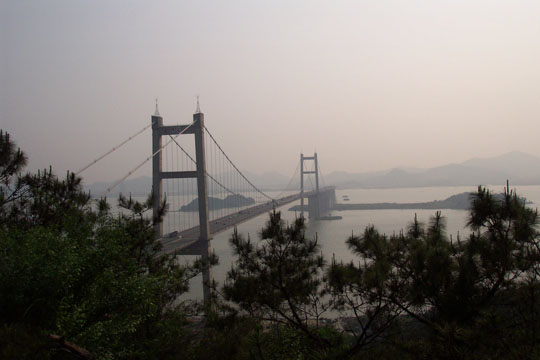
Cầu Hổ Môn
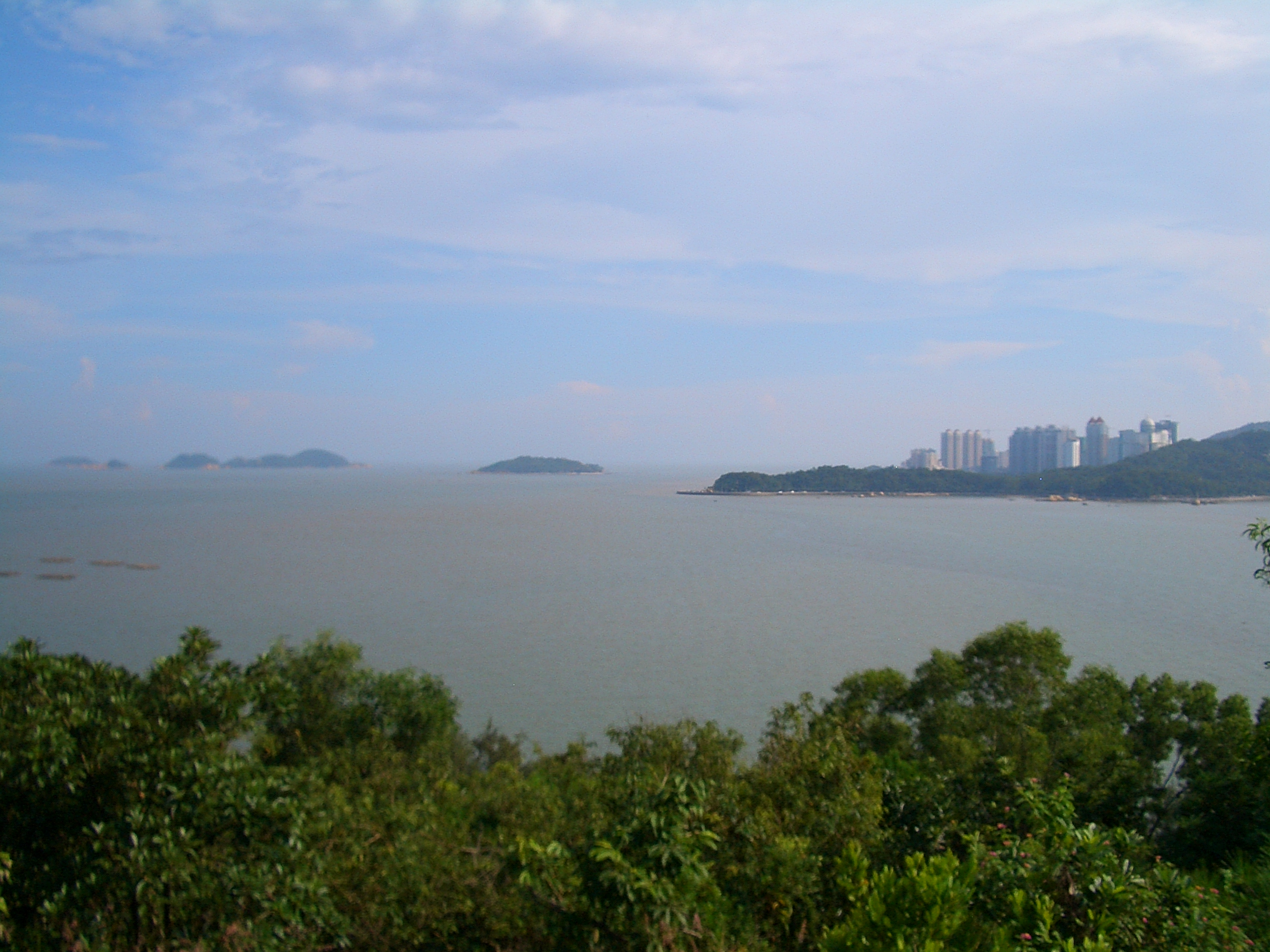
Châu Hải và Cửu Châu Dương, nhìn từ đảo Dã Li ở cửa Châu Giang